# Salomonsbergduif
De Salomonsbergduif (Gymnophaps solomonensis) is een vogel uit de familie Columbidae (duiven).

## Verspreiding en leefgebied
Deze soort is endemisch op de Salomonseilanden, een eilandengroep in het westelijk deel van de Grote Oceaan ten oosten van Nieuw-Guinea.